# 후르바노보

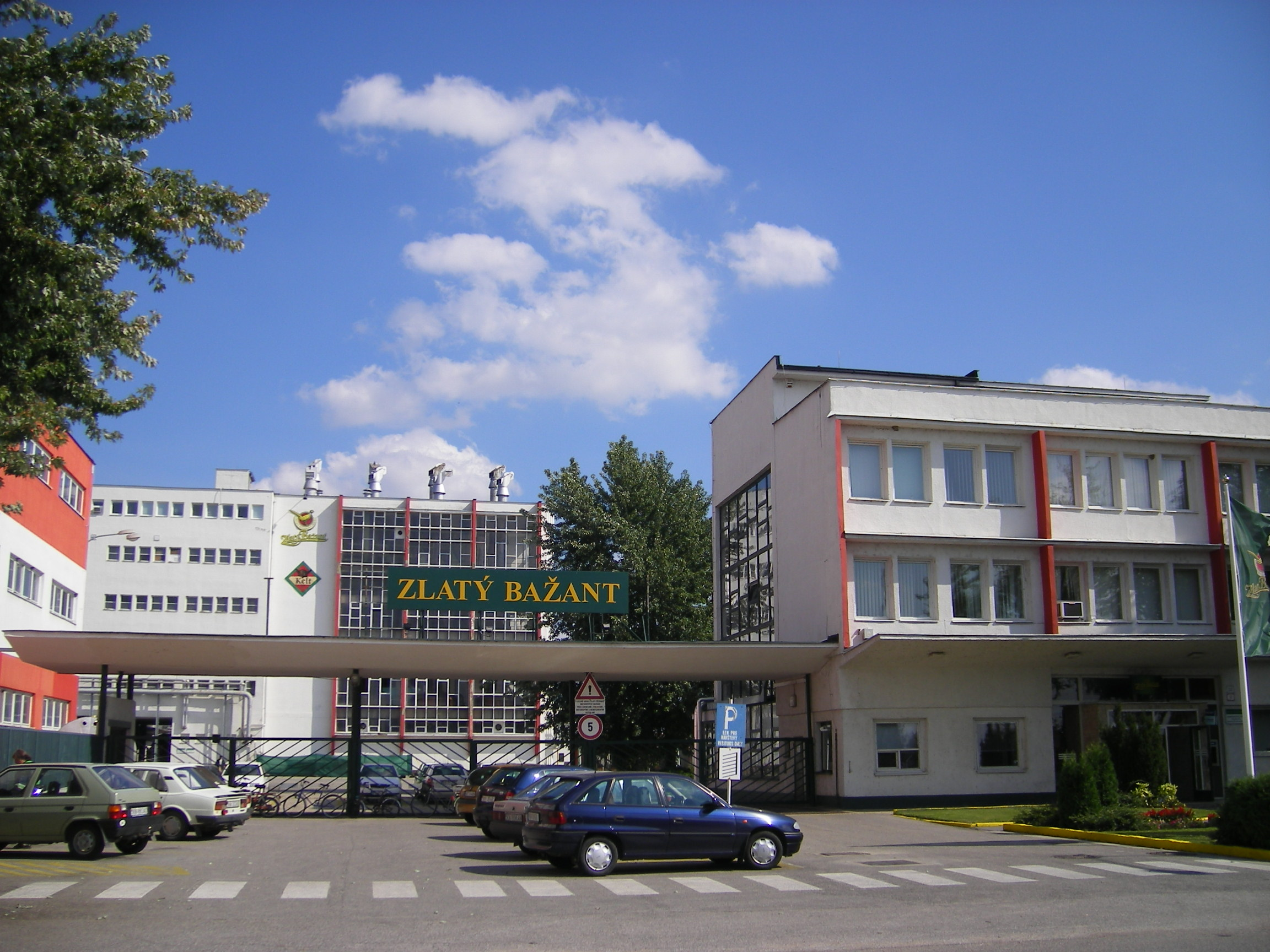
후르바노보 양조장

후르바노보(슬로바키아어: Hurbanovo)는 슬로바키아 니트라주 코마르노구에 위치한 도시다. 1948년 전에는 스타라달라(Stará Ďala)라는 이름이었으나 슬로바키아 작가 요제프 밀로슬라브 후르반의 이름을 따서 후르바노보로 도시명이 변경되었다.

## 기후
이 지역의 기후는 최고 기온과 최저 기온의 차이가 완만하고, 일년 내내 적당한 강수량이 있다. 이 기후에 대한 쾨펜 기후 분류 하위 유형은 Cfa (습윤 아열대 기후)다. 2007년 7월 20일, 후르바노보는 40.3 °C (104.5 °F)의 기온을 기록했는데, 이는 슬로바키아에서 기록된 역대 최고 기온이다.